# Agricoltura estensiva
L'agricoltura estensiva, nella sua accezione moderna, è l'insieme di tecniche agronomiche che tende ad ottenere il massimo di produzione per unità di persona impiegata. Per questo motivo le rese per unità possono essere basse, ma il profitto è assicurato dalla vastità dei terreni messi a coltura.

## Descrizione
Nell'agricoltura estensiva tradizionale, invece, si fa scarso uso di macchinari e gli investimenti sono minimi. Tale tipo di agricoltura si differenzia da quella intensiva, proprio per la quantità di input immessi per unità di superficie. I suoli devono essere molto estesi, e spesso una parte di essi è lasciata a riposo (maggese) o adibita al pascolo. È tipica del latifondo e delle grandi estensioni di coltivazioni.
Da questo punto di vista, l'agricoltura estensiva è più rispettosa e sostenibile per l'ambiente di quella intensiva. L'eccessiva immissione di input e di energia di quest'ultima supera infatti la capacità di assorbimento del terreno e dell'ambiente, dando vita a fenomeni di inquinamento anche preoccupanti. Un esempio tipico è l'inquinamento delle falde acquifere dovuto all'utilizzo eccessivo di fertilizzanti, che, assieme alle acque reflue, raggiungono i corsi d'acqua e infine il mare, causando il fenomeno dell'eutrofizzazione. Questo, però, non significa che l'agricoltura estensiva non faccia uso di questi input, come accade, invece, per l'agricoltura biologica.
In genere, colture praticate in agricoltura estensiva sono cereali, erba medica, foraggere. È praticata soprattutto nei paesi in via di sviluppo dell'area africana, asiatica, ed americana. Il paesaggio tipico è il pascolo. L'agricoltura estensiva caratterizza gli Stati Uniti, l'Australia, l'Argentina e l'Europa Orientale.